# Qapik

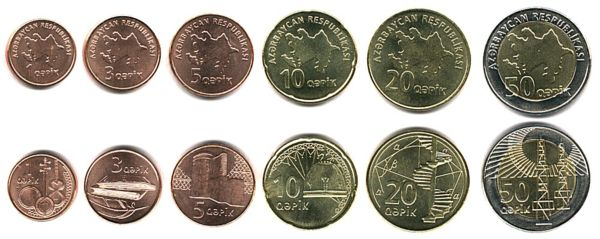
Các đồng xu qapik.

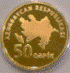
Đồng 50 qapik

Qapik hoặc Gapik (tiếng Azerbaijan: qəpik) là một đơn vị tiền tề của Azerbaijan có giá trị bằng 1/100 đồng Manat Azerbaijan. Từ Qapik được mượn từ một từ ngữ của Nga (kopek, tiếng Nga: копейка, nghĩa là đồng xu). Kopek từng là đơn vị tiền tệ dưới thời của sa hoàng Ivan IV của Nga vào thế kỉ XVI (hiện tại là đơn vị tiền tệ của đồng rúp Nga, đồng hryvnia Ukraina và đồng rúp Belarus).
Đồng 1 qapik, 3 qapik và 5 qapik được làm từ chất liệu thép mạ đồng, còn đồng 10 qapik và 20 qapik là đồng thau. Đồng 50 qapik là đồng tiền có hai màu.